# Citroën ZX

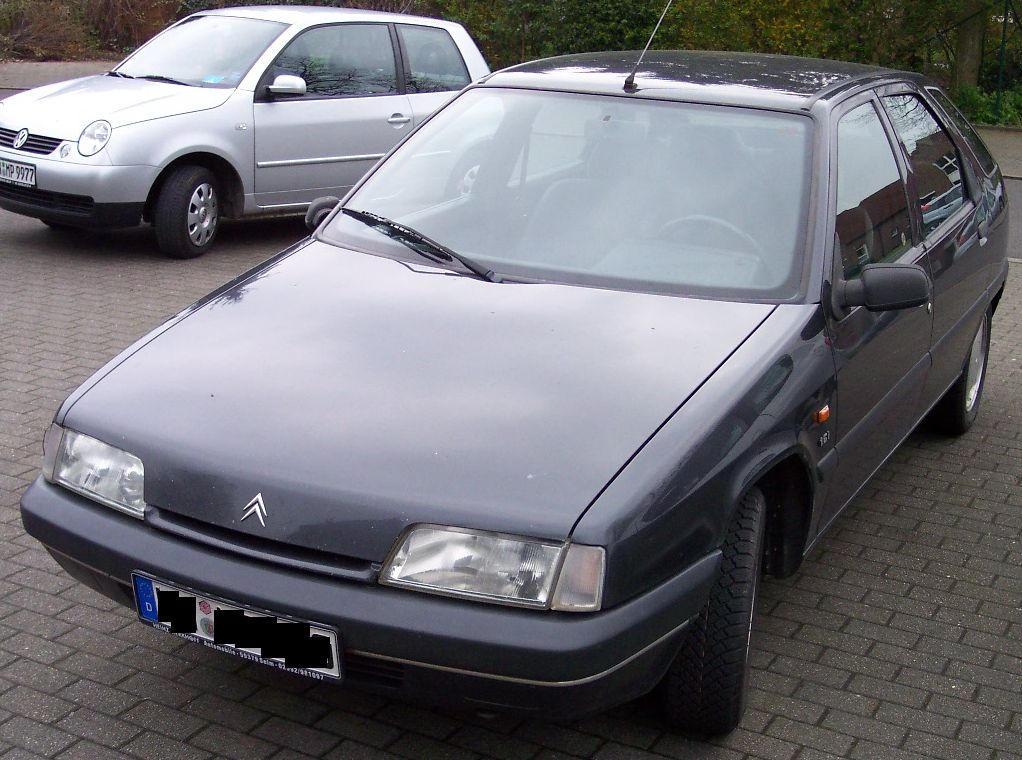
Verze před faceliftem 1994

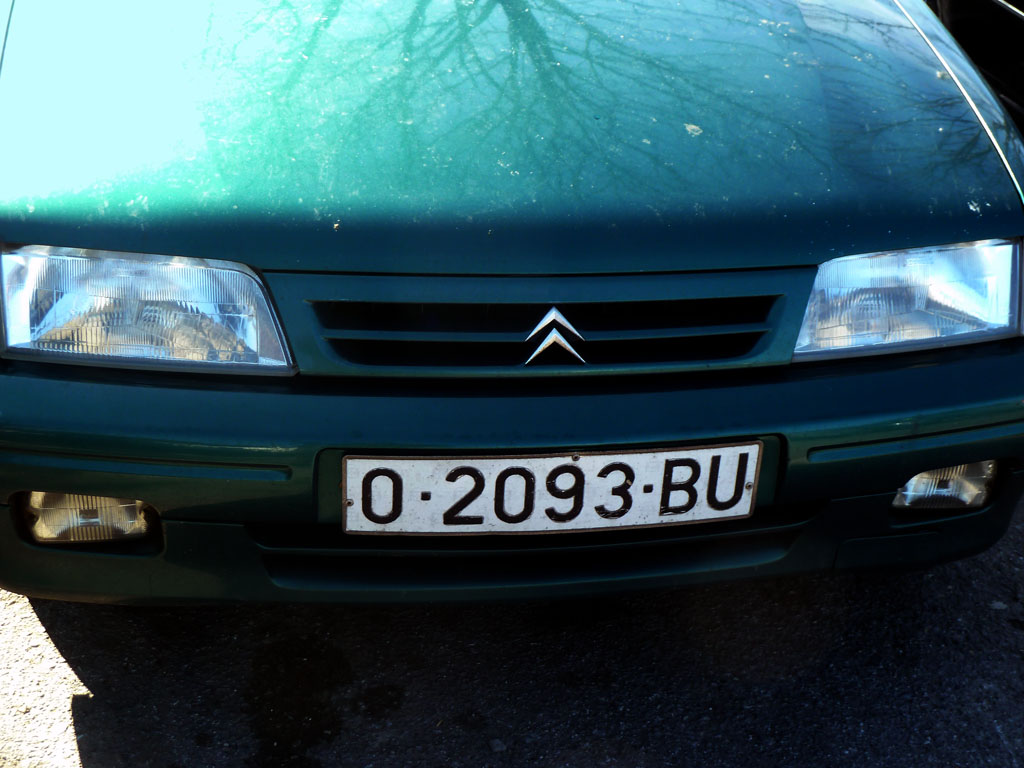
Verze po faceliftu 1994

Citroën ZX byl tří- nebo pětidveřový hatchback, sedan (čína), nebo kombi Break francouzské automobilky Citroën. Výroba probíhala v letech 1990 až 1998. Je to jeden z vozů, který nemá hydropneumatické odpružení. Později se tento typ ještě vyráběl a prodával hlavně v Číně jako Citroën Fukang.

## Výbava
Úrovně výbavy:
- Reflex - Základní model zaměřený na mladé lidi
- Avantage - vyšší stupeň zaměřený na rodiny
- Aura - Nejvyšší (Luxusní) stupeň výbavy
- Furio - levnější sportovní model (1.8i)
- Volcane - Sportovní vzhled, tvrdší pérování, anatomičtější sedadla, laminátové prahy a nárazníky s mlhovými světlomety (1.9TD, 1,9i, 2.0i 8v)
- 16v - 3dveřový s výrazným oplastováním, pouze motory 2.0 16v (110kW, později 120kW)

### Technická data

#### Motory

##### Zážehové
| Model    | Zdvihový objem | kód motoru          | Výkon  | roky výroby                     |
| -------- | -------------- | ------------------- | ------ | ------------------------------- |
| 1.1i     | 1124 cm³       | TU1 M/Z             | 44 kW  | 03.1991–06.1997                 |
| 1.4i     | 1360 cm³       | TU3 M/Z TU3 JP      | 55 kW  | 03.1991–10.1994 10.1994–02.1998 |
| 1.6i     | 1580 cm³       | XU5 JP/Z XU5 M/4Z/K | 65 kW  | 03.1991–10.1994 10.1994–02.1998 |
| 1.8i     | 1761 cm³       | XU7 JP/Z            | 76 kW  | 07.1992–02.1998                 |
| 1.8i 16v | 1761 cm³       | XU7 JP4             | 81 kW  | 01.1996–02.1998                 |
| 1.9i     | 1905 cm³       | XU9 JA              | 90 kW  | 03.1991–07.1992                 |
| 2.0i     | 1998 cm³       | XU10 J2C/Z          | 89 kW  | 07.1992–06.1997                 |
| 2.0i 16v | 1998 cm³       | XU10 J4D/Z          | 110 kW | 07.1992–05.1996                 |
| 2.0i 16v | 1998 cm³       | XU10 J4RS           | 120 kW | 05.1996–06.1997                 |

##### Vznětové
| Model  | Zdvihový objem | Motor     | Výkon | roky výroby     |
| ------ | -------------- | --------- | ----- | --------------- |
| 1.5 D  | 1527 cm3       | TUD5      | 42 kW | 1991 - 1998     |
| 1.8 D  | 1769 cm3       | XUD7 /Z   | 44 kW | 06.1993–10.1997 |
| 1,9 D  | 1905 cm3       | XUD9 Y    | 48 kW | 03.1991–07.1993 |
| 1,9 D  | 1905 cm3       | XUD9 A    | 52 kW | 07.1993–02.1998 |
| 1,9 TD | 1905 cm3       | XUD9 TE/L | 66 kW | 06.1992–02.1998 |

### Ve sportu

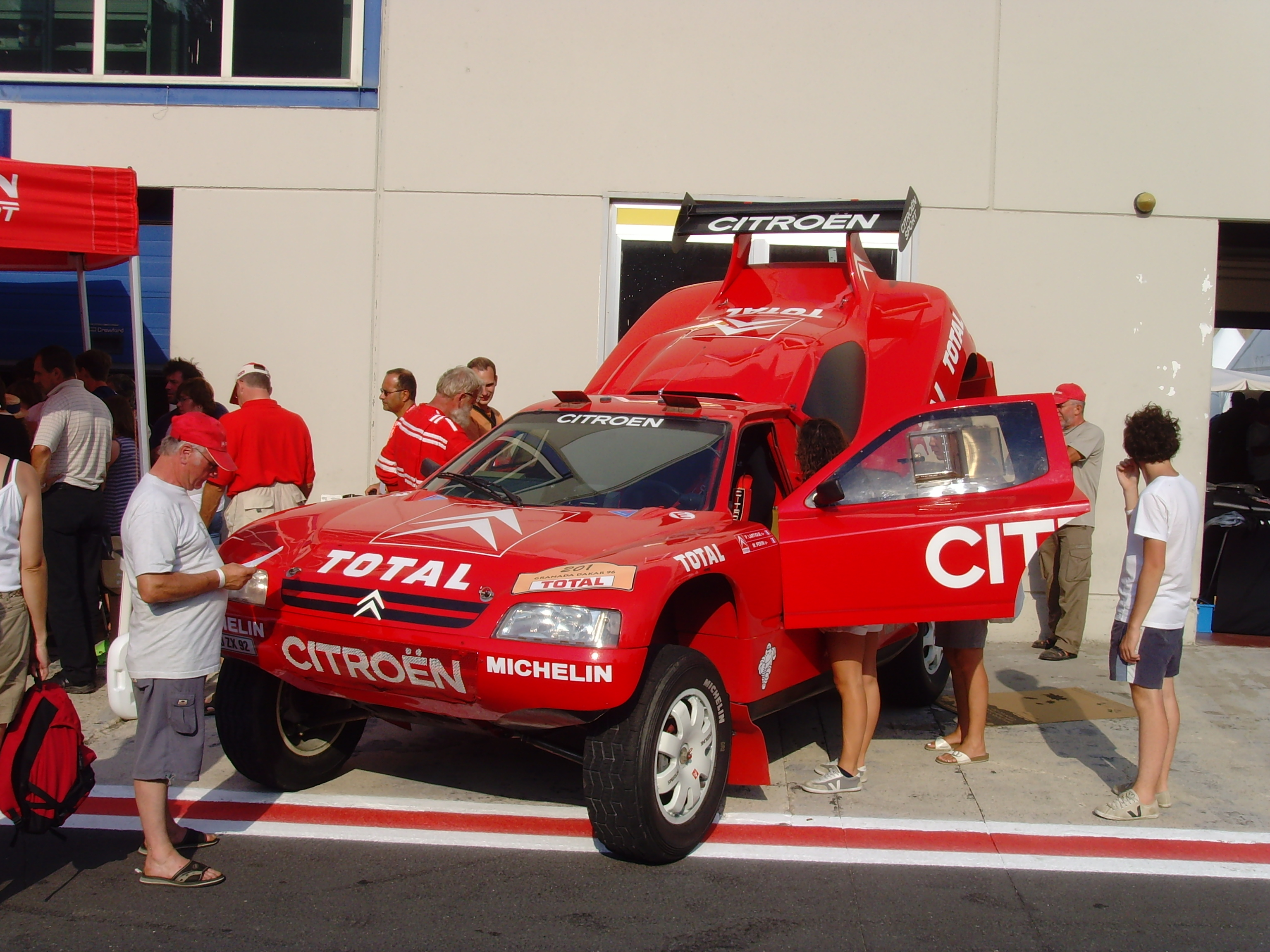
ZX Rally Raid pro Dakar

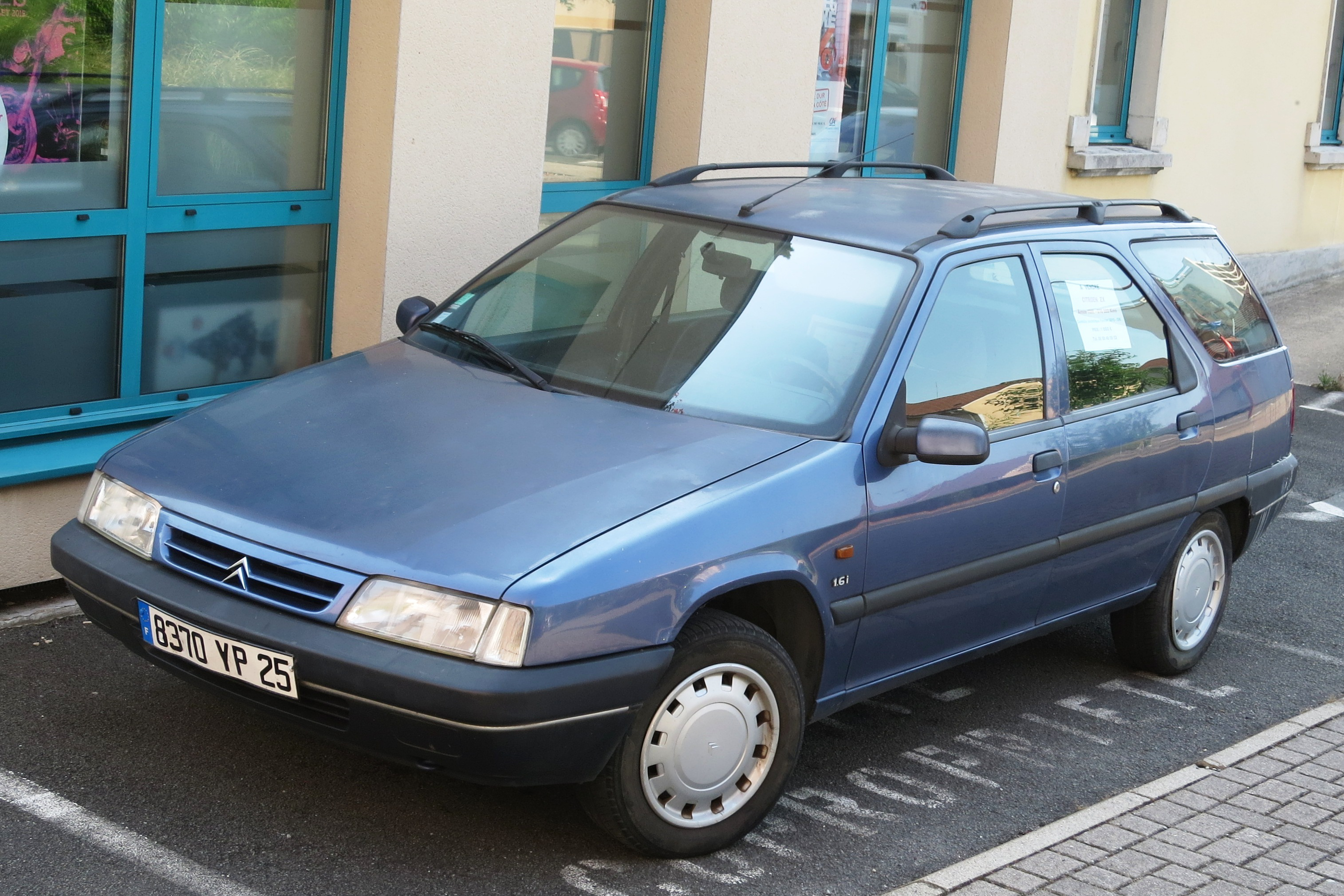
Citroen ZX Break

Na základě tohoto vozu byl postaven Citroën ZX Rally Raid, který několikrát zvítězil na slavné Rallye Dakar. Také vůz ZX Kit Car získal mnoho úspěchů v rallye a rallycrossu

#### ZX Kit Car
Původně byl Kit Car určen pro rallycross. Ale vzhledem k oblíbenosti klasických rallye bylo rozhodnuto o homologaci i pro tyto závody. Kit Car technicky vycházel z typu ZX 2.0 16V. V rallycrossu ce typu ZX dařilo, ale oproti ostatním vozům měl silný handicap, protože neměl pohon všech kol. Proto byl pro tyto závody později upraven typ Xantia 4x4. Motor pocházel z vozu Peugeot 405 Mi16, měl výkon 260 koní a točivý moment 250 Nm. Šestistupňová převodovka byla typu Xtrac. Celková hmotnost vozu byla 975 kg. S vývojem pomáhala firma DIMMA Design.
ZX Kit Car získal největší úspěchy ve španělském mistrovství, kde s ním Jesus Puras získal titul šampiona pro rok 1996.